# کرتاون (پنسیلوانیا)
کرتاون (به انگلیسی: Kerrtown) یک منطقهٔ مسکونی در ایالات متحده آمریکا است که در شهرستان کرافورد، پنسیلوانیا واقع شده‌است. کرتاون ۲٫۲ کیلومتر مربع مساحت و ۳۰۵ نفر جمعیت دارد و ۳۳۵٫۲۸ متر بالاتر از سطح دریا واقع شده‌است.